# Ambassade de Monaco en Allemagne
L'ambassade de Monaco en Allemagne est la représentation diplomatique de la Principauté de Monaco en Allemagne. Elle est située à Berlin, la capitale du pays, et son Ambassadeur est, depuis 2022, Lorenzo Ravano.

## Ambassade
Située à Berlin, l'Ambassade est chargée[réf. souhaitée] :
- des relations bilatérales avec l'Allemagne, l'Autriche et la Pologne
- des relations multilatérales auprès des Organisations basées à Vienne (ONU, OSCE)
- de l'Alliance internationale pour la mémoire de l'Holocauste (IHRA)
- de la Fondation Auschwitz-Birkenau

## Ambassadeurs de Monaco en Allemagne
| De   | A           | Ambassadeur           |
| ---- | ----------- | --------------------- |
| 2000 | 2005        | Rainier Imperti       |
| 2005 | 2015        | Claude Giordan        |
| 2015 | 2019        | Isabelle Berro-Amadeï |
| 2019 | 2022        | Frédéric Labarrère    |
| 2022 | aujourd'hui | Lorenzo Ravano        |

## Consulats
Il existe six consulats de Monaco en Allemagne[réf. souhaitée] :
- Düsseldorf
- Francfort
- Munich
- Potsdam
- Stuttgart
- Hambourg